# Marguerite Altet
Marguerite Altet, née le 2 février 1947, est une pédagogue française et professeure émérite de sciences de l'éducation à l'université de Nantes.

## Biographie
Maguy Altet fait des études de philosophie à l'université de Caen (1965-1968). Elle enseigne la philosophie au lycée du Mans en 1968-1969. Elle est professeure de philosophie et de psychopédagogie d'abord à l'école normale de Tunisie (1969-1973) puis au Mans (1974-1975). Elle enseigne au lycée français de Téhéran (1974-1975), obtient le capes de philosophie en 1975, puis elle réalise une mission de formation des enseignants et de révision des programmes scolaires à N’Djaména, au Tchad (1975-1976), puis à l'école normale supérieure de Dakar, au Sénégal, de 1976 à 1984.
Elle poursuit ses études en sciences de l'éducation, obtenant une maîtrise en 1976 et un DEA en 1977. Elle soutient en 1979 une thèse de doctorat en sciences de l'éducation intitulée Modification des opinions—attitudes pédagogiques et des comportements chez l'élève professeur en formation, sous la direction de Gaston Mialaret, à l'université de Caen où elle est ensuite maître de conférences, de 1984 à 1992. Elle obtient son habilitation universitaire en 1991, à l'université de Nantes, puis est nommée professeure de sciences de l'éducation à Nantes, en 1992. Elle enseigne à l'université de Nantes de 1992 à 2002, puis à nouveau en 2008-2009. De 2002 à 2008, elle dirige l'IUFM des Pays de Loire. Elle devient professeure émérite en 2009.

## Activités de recherche et institutionnelles
Maguy Altet est fondatrice et responsable du Centre de recherche en éducation de  Nantes (CREN EA 2661).
Le CREN (Université de Nantes) est, avec le CREF (Université Paris-Nanterre) et le CREFI (Université de Toulouse Jean Jaurès), l'une des trois équipes fondatrices de l'Observatoire des pratiques enseignantes (OPEN). Il s'agissait de rassembler des équipes de recherche qui étudiaient les pratiques enseignantes, en privilégiant l'observation de ces pratiques selon une approche pluridisciplinaire, en didactique des sciences, sociologie, clinique d'orientation psychanalytique, notamment. Le réseau OPÉEN & Reform, Observation des pratiques éducatives et enseignantes, de la recherche à la formation, mis en place en janvier 2012, en est le prolongement.
Marguerite Altet cosigne avec Claudine Blanchard-Laville et Marc Bru un article intitulé « À la recherche des processus caractéristiques des pratiques enseignantes dans leurs rapports aux apprentissages » dans la Revue française de pédagogie en 2004. Ils dirigent également l'ouvrage collectif Observer les pratiques enseignantes en 2012.

## Publications

### Ouvrages
- La formation professionnelle des enseignants, Puf, 1994
- Les Pédagogies de l'apprentissage, Puf, 2006  (ISBN 2130555756)

### Ouvrages collectifs
- Former des enseignants réflexifs : obstacles et résistances, De Boeck, 2013, 286 p.  (ISBN 978-2-8041-7545-0)
- Former des enseignants professionnels, De Bœck Supérieur, 2010  (ISBN 978-2-80413-740-3)
- Observer les pratiques enseignantes avec Marc Bru & Claudine Blanchard-Laville, L'Harmattan, 2012  (ISBN 978-2-296-96683-3)
- Travail réel des enseignants et formation : quelle référence au travail des enseignants dans les objectifs, les dispositifs et les pratiques ?, De Boeck, 2017  (ISBN 978-2-80419-134-4)
- La Formation des enseignants en quête de cohérence, De Boeck Supérieur, 2014  (ISBN 978-2-8041-7119-3)

### Articles et chapitres d'ouvrage
- « L’analyse des pratiques en formation initiale des enseignants: développer une pratique réflexive sur et pour l’action », Éducation permanente, no 159, p. 101-111, 2004.
- De la psychopédagogie à l’analyse plurielle des pratiques, in 40 ans des sciences de l’éducation: L’âge de la maturité ? Questions vives, Caen, Presses Universitaires de Caen, 2009

## Distinctions
- 1982 : chevalier des Palmes académiques du Sénégal
- 2004 : officier des Palmes académiques
- 2006 : docteure honoris causa de l'université de Genève[6]
- 2006 : chevalier de la Légion d’honneur